# Handroanthus serratifolius
El poni de las Antillas, pau d'Arco, guayacán, guayacán polvillo, curaire o palo de Arco (Handroanthus serratifolius), es natural de las zonas tropicales de Centroamérica y Suramérica. En Venezuela recibe los nombres de curarí, Flor amarilla o curarire.

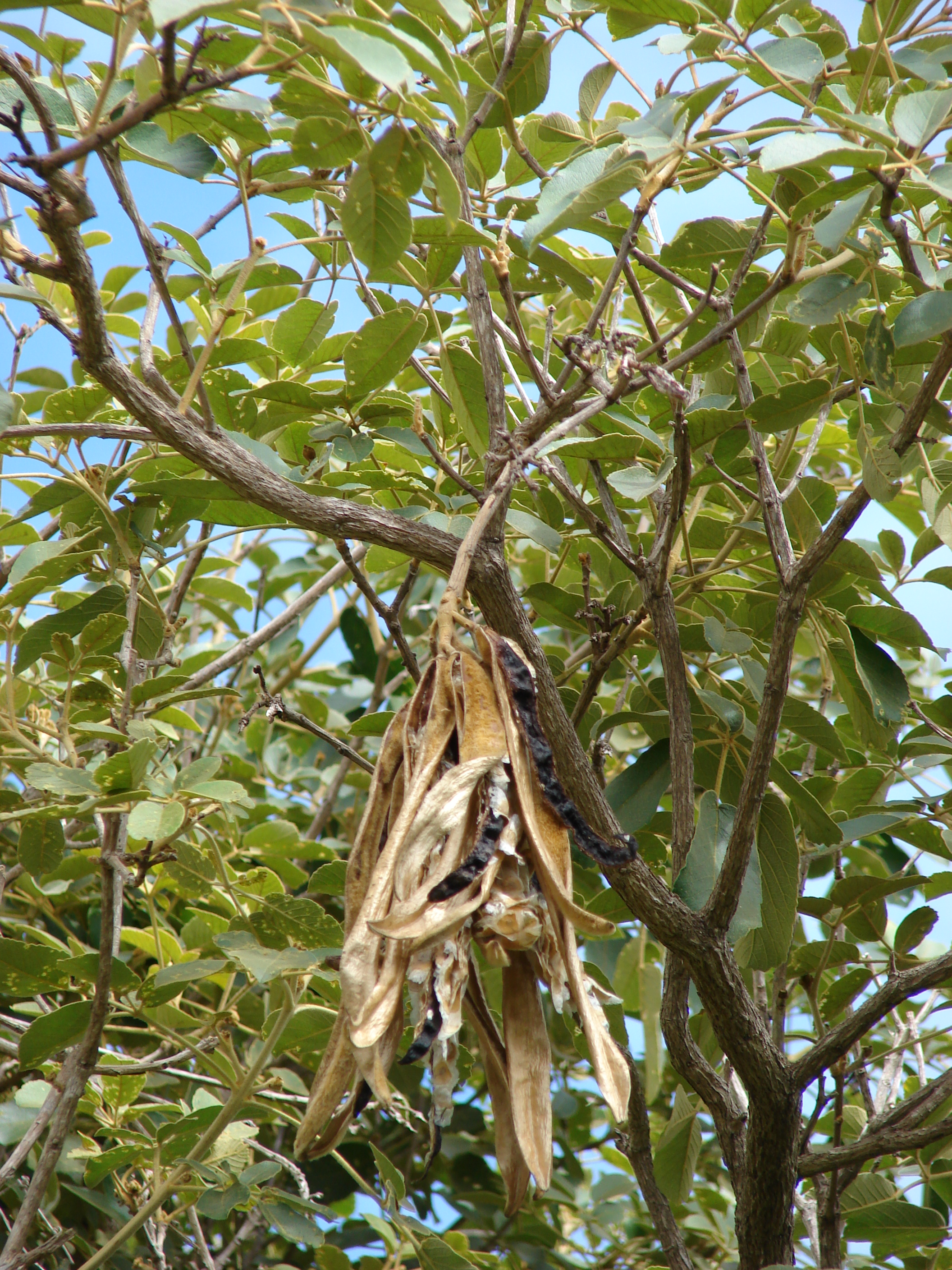
Follaje

## Descripción
Es un árbol de 8-10 m de altura. Las hojas de 10-15 cm de largo, palmado-compuestas con foliolos elípticos. Las flores, grandes y amarillas de 8 cm de diámetro. El fruto que alcanza los 25 cm de largo tiene semillas aladas de color blanco. La característica que define la especie es la de sus hojas aserradas (de ahí el nombre de serratifolia).

## Propiedades
Se trata de una madera apreciada en el mercado que destaca por su  extrema dureza y resistencia al fuego y a las plagas. A veces se comercializa como un "palo de hierro ", o simplemente como" ipê "(todo el género Tabebuia), o como el lapacho (correctamente Tabebuia serratifolia)
Medicinal
La corteza de Tabebuia serratifolia contiene más de 20 compuestos activos incluyendo lapachol, quercetina y otros flavonoides. Su corteza interna se utiliza como un té de hierbas, para el tratamiento de infecciones fúngicas.
- Se ha recomendado contra el cáncer.

## Taxonomía
Handroanthus serratifolius fue descrito por (Vahl) S.O.Grose y publicado en Systematic Botany 32: 666. 2007.
Sinonimia
- Bignonia araliacea Cham.
- Bignonia conspicua Rich. ex DC.
- Bignonia flavescens Vell.
- Bignonia patrisiana DC.
- Bignonia serratifolia Vahl	basónimo
- Gelseminum araliaceum (Cham.) Kuntze
- Gelseminum speciosum (DC. ex Mart.) Kuntze
- Handroanthus araliaceus (Cham.) Mattos
- Handroanthus atractocarpus (Bureau & K.Schum.) Mattos
- Handroanthus flavescens (Vell.) Mattos
- Tabebuia araliacea (Cham.) Morong & Britton
- Tabebuia monticola Pittier
- Tabebuia serratifolia (Vahl) G.Nicholson
- Tecoma araliacea (Cham.) DC.
- Tecoma atractocarpa Bureau & K.Schum.
- Tecoma conspicua DC.
- Tecoma nigricans Klotzsch
- Tecoma patrisiana DC.
- Tecoma serratifolia (Vahl) G.Don
- Tecoma speciosa DC. ex Mart.
- Tecoma speciosa' A. DC.
- Vitex moronensis Moldenke[3][4]